# Assurdo
Il termine assurdo (dal latino absurdus, col significato di "stonato", derivato da surdus, sordo o da absŭrdu(m), col significato di "dissonante"), indica tutto ciò che è contrario alla logica, contraddittorio o che appare inconcepibile

## Storia del concetto

### Nell'antichità
L'assurdo è stato oggetto della storia del pensiero in varie forme: con Parmenide, nella filosofia del linguaggio, quando mette in evidenza l'assurdità di certe espressioni linguistiche che pure il senso comune adopera normalmente come sensate. Infatti è logico pensare che nominare una cosa che non abbia realtà sia un assurdo eppure, ad esempio, noi parliamo sia di luce che di buio non riflettendo sul fatto che il buio sia un'assenza di realtà, una mancanza della realtà della luce, quindi un non essere che non esiste e che non può essere pensato poiché solo l'essere è.
Anche nella tradizione esoterica della mistica ebraica sviluppatasi in Europa a partire dal VII-VIII secolo. compare nella Cabala la considerazione dell'assurdo di fronte all'impossibilità di raggiungere la verità con la ragione.
La riflessione sull'assurdo porta il pensiero rinascimentale alla convinzione che sia possibile il disvelamento dei segreti della natura, del mistero, l'apparente assurdo, incomprensibile agli occhi dei profani appare chiaro ai veri sapienti: la cabala, l'ars inveniendi, la lingua sapienziale, la gematria, sono gli strumenti di quei poteri magici che permettono all'uomo di dominare l'assurdo.

### L'irrazionalismo
L'assurdo non implica la non esistenza: infatti può rappresentare una realtà costituita da riflessioni e sentimenti che incidono pesantemente sul senso del vivere e della realtà, così come è stato evidenziato dalle cosiddette "filosofie dell'assurdo" che criticano la caoticità e l'assenza di senso e quindi l'irrazionalità della vita stessa.
La considerazione dell'assurdo costituisce l'argomento fondamentale dell'irrazionalismo ontologico che va distinto da quello gnoseologico: questo infatti giudica la complessità della realtà tale da sfuggire alla conoscenza razionale per cui bisogna affidarsi all'intuizione o alla fede o ad altre forme immediate, dirette, di conoscenza; quello ontologico, invece, considera la realtà stessa nella sua essenza irrazionale e la vita dell'uomo dominata dal caso, dall'imprevedibilità da quell'assurdo che è espressione della crisi del mondo attuale.
L'accettazione dell'assurdo dell'esistenza ha comportato pesanti conseguenze nel pensiero del secolo XX:
- la negazione della validità del pensiero scientifico, logico e storico come interpretazioni della realtà;
- il rifiuto di tutti i valori legati alla tradizione politica, morale e religiosa:
- la ricerca di nuovi valori da sostituire ai precedenti.[7]

Un irrazionalismo ontologico, che coinvolge anche la gnoseologia , è quello della "filosofia dell'assurdo" di Giuseppe Rensi  che partendo da una sua personale convinzione «che è insieme assunto teorico e doloroso precipitato della sua esperienza personale: la persuasione amarissima e al tempo stesso sbandierata e assaporata con acido compiacimento che il mondo e la realtà siano intrinsecamente dis-ordinati, costitutivamente sconvolti e stravolti, infettati radicitus da un male che è anzitutto irrazionalità e quasi derisoria assurdità.» 

## Nella letteratura
Nella letteratura l'assurdo è stato usato con contrastanti significati: Sartre e Camus ad esempio, nei loro romanzi e opere teatrali hanno trattato dell'assurdo implicito nell'esistenza dell'uomo in forme letterarie classiche, non diverse da quelle utilizzate da altri autori: la loro, e fra questi anche James Joyce e Franz Kafka , è una trattazione logica dall'esterno dell'assurdo.
Nell'opera di Eugène Ionesco e Samuel Beckett, invece, l'autore si cala all'interno dell'assurdità, «la riflessione è montata con la forma»  annullando così ogni tentativo logico di comprensione per cui al lettore non rimane che accettare interamente il non-senso.
L'assurdo comico inteso come riferimento artistico del rifiuto del reale e come capacità di "giocare" col linguaggio per creare situazioni surreali paradossali ha trovato corrispondenza in diversi autori come Lewis Carroll che, pur esperto di logica e matematica , con il romanzo  Attraverso lo specchio e quel che Alice vi trovò (1871), fa una parodia della logica divertendosi a capovolgere ogni senso comune della realtà.. 
Fra gli autori che hanno apertamente dichiarato di considerare Alice una fonte di ispirazione per le loro opere si possono ricordare James Joyce e Jorge Luis Borges
In Italia, massimo rappresentante dell'assurdo comico è Dario Fo il cui «moralismo, capace di autentica indignazione, è comunque travestito di regola nelle forme del grottesco, del paradosso, dell'assurdo.»